# John O. Best
John O. Best (* 20. April 1912 in England; † 8. Januar 1996 in Harbor City, Kalifornien) war ein englisch-US-amerikanischer Fußballschiedsrichter und Verbandsfunktionär.
1929 emigrierte Best in die USA nach Chicago, wo er in den 1930er Jahren für verschiedene Amateurteams spielte, bevor er sich 1936 des Schiedsrichteramts an nahm. 1948–1963 war er von der FIFA für internationale Wettbewerbe zugelassen. Er leitete 33 A-Länderspiele, sein erstes großes Turnier war das olympische Fußballturnier 1948 in London, bei dem er als Linienrichter teilnahm. Bei den Panamerikanischen Spielen 1955 leitete er in zehn Tagen zwölf Spiele. Bei der Olympiade 1952 leitete er das  Vorrundenspiel Jugoslawien gegen Indien, bei den Panamerikanischen Spielen 1959 zwei Vorrundenspiele.
1962 wurde er Commissioner  des Südkalifornischen Fußballverbandes (California Soccer Association-South), den er zusammen mit dem nordkalifornischen Schwesterverband in den US-Fußballverband integrierte. Er selbst wurde 1964 Vizepräsident des US-Verbandes, was er mit einer Unterbrechung 1974–76 bis 1979 blieb. 
1973 wurde er Manager der US-Nationalmannschaft.
1982 wurde Best in die National Soccer Hall of Fame aufgenommen und 1987 mit dem Eddie Pearson Award für besondere Verdienste um das US-Schiedsrichterwesen  ausgezeichnet. 2006 wurde er zudem in die Hall of Fame der United States Adult Soccer Association aufgenommen.